# ФК Аполон 2018 Ковачи
ФК Аполон 2018 је фудбалски клуб из Ковача, Србија. Тренутно се такмичи у Међуопштинској лиги ФСРО, шестом нивоу фудбалског такмичења у Србији. Клуб је основан 1974. године. Боје клуба су црвена и жута.
Клуб је до јула 2018. носио назив ОФК Раднички, а потом преименован у Аполон 2018, према захтеву и решењу Агенције за привредне регистре.

## Галерија
- Терен Аполона у Ковачима
- Панорама терена Аполона у Ковачима